# بنية جسم الإنسان (كتاب)
بنية جسم الإنسان (باللاتينية: De humani corporis fabrica libri septem) هي موسوعة طبيَّة من سبعة أجزاء كتبها الطبيب البلجيكي أندرياس فيساليوس (1514-1564) ونشرت عام 1543، يعتبر هذا الكتاب تقدماً كبيراً وثورة حقيقية في علم التشريح الذي كان يسيطر عليه جالينوس منذ العصور القديمة.
قام فيساليوس بجمع كتابه هذا اعتماداً على المحاضرات التي كان يلقيها في جامعة بادوفا في إيطاليا، والتي كان يقوم بها بطريقة مخالفة للمنهج التقليدي السائد وقتها بالتشريح والذي يعتمد على الإلقاء النظري في أغلب الأحيان، بينما قام فيساليوس بتشريح الجثث بنفسه ودراسة مختلف أعضاء الجسم بشكل مفصَّل، واعتمد على التطورات الفنيَّة والتقنية التي ظهرت في عصر النهضة لإضافة صور دقيقة ورائعة إلى كتابه بشكل يفوق أي كتاب آخر أنتج من قبل.
يقول ويليام أوسلر عن كتاب تشريح جسم الإنسان: «إنَّه أعظم ما كتب في الطب قاطبةً»، وإلى يومنا هذا ما يزال يعتبر أحد أكثر الكتب تأثيراً في تاريخ الطب.

## أندرياس فيساليوس
ولد فيساليوس في بروكسيل في بلجيكا لأسرة طبية عريقة، فقد كان أبوه صيدلانيَّاً وجده طبيباً مشهوراً، درس في مدارس بلجيكا ولاحقاً في جامعات لوفان وباريس وأصبح أستاذاً للجراحة في جامعة بادوفا الإيطالية وهو في ريعان شبابه ودرَّس في جامعات بازل وبيزا وبولونيا، يعتبر مؤسّس علم التشريح الحديث من خلال كتبه ومحاضراته التي أحدثت نقلةً نوعيةً في هذا العلم.
تعرَّض فيساليوس لمضايقات الكنيسة الكاثوليكيَّة التي كانت تعارض تشريح جثث البشر وتحرِّمه، وأدانته محكمة التفتيش أكثر من مرَّة ويقال أنَّها حكمت عليه بالحج إلى الديار المقدسة «القدس» عام 1564.

## أقسام الكتاب
رتَّب فيساليوس كتابه في سبعة أجزاء

### الجزء الأول: العظام والغضاريف
يُشكِّل الجزء الأول بمفرده قرابة ربع الكتاب، ويعرض فيه فيساليوس ملاحظاته عن العظام والغضاريف البشرية التي جمعها من المقابر وأخذها من الجثث، ويشرح خصائص وميزات كل عظم من عظام الإنسان وكيفية تمييزها ونقاط العلام الرئيسية فيها ووظيفة كلٍّ منها، في المقدمة يتحدث بشكلٍ عام عن بعض النقاط الأساسية في الجهاز الهيكلي العظمي عند الإنسان موضِّحاً أهم الاختلافات بين العظم والغضروف من حيث البنية النسيجية والقوة والمرونة، ويشرح الاختلافات المعقدة بين أنواع المفاصل، ولا ينسى أيضاً أن يشرح بعض المصطلحات الأساسية في علم التشريح.
ربَّما يكون الهدف الرئيسي لهذا الجزء الإجابة عن سؤال هام: هل وصف جالينوس عظام الهيكل البشري بدقة؟، وللإحاطة بهذا الموضوع يدرس فيساليوس نماذج مختلفة من عظام الحيوانات بالإضافة للعظام البشرية.

### الجزء الثاني: العضلات والأربطة
يصف فيساليوس هنا بنية العضلات وكيفيَّة حدوث الحركة في الجسم البشري والعناصر التي تساهم في تثبيت المفاصل وحركتها، ويستعرض بالترتيب تشريح العضلات طبقةً وراء أخرى ويذكر أيضاً أسماء الأدوات الجراحية وكيفية القيام بتسليخ العضلات عن بعضها، وهنا يبدأ فيساليوس في الحديث كيف أنَّ ملاحظاته لا تتفق مع أوصاف جالينوس التشريحية، ولكنَّه من جهة أخرى يظهر الاحترام لجالينوس «زعيم المُشرِّحين في العالم القديم» فيقول إنَّ أوصافه صحيحة ولكنها لهياكل الحيوانات وليس للهياكل البشرية ومن أجل ذلك يستعرض فيساليوس في هذا الجزء أيضاً تشريح الحيوانات المختلفة.

### الجزء الثالث: الشرايين والأوردة، الجزء الرابع: الأعصاب
في الجزئين الثالث والرابع يتحدث فيساليوس عن الشرايين والأوردة والأعصاب البشرية ويقول إنَّ الأوعية الدموية كالشرايين والأوردة تحتوي في وسطها على قناة جوفاء أو «لُمعة» بينما لا تحتوي الأعصاب على أي فراغ ضمنها، ويصف طريقة دخول الهواء إلى الرئتين والقلب مُشبِّهاً هذه العملية بشجرة تنقسم جذوعها إلى فروع وأغصان.
يصنِّف فيساليوس الأوعية الرئيسية في جسم الإنسان إلى أربعة أوردة رئيسية هي: وريد الباب، والوريد الأجوف السفلي والعلوي، والوريد السري، والوريد الذي يشبه الشريان «وهو المعروف حالياً باسم الوريد الرئوي»، وشريانين رئيسيين هما: الشريان الأبهر، والشريان الذي يشبه الوريد «وهو المعروف حالياً باسم الشريان الرئوي»، تعتبر هذه الأوعية هي الأوعية الرئيسية في الجسم البشري والتي تتفرَّع لاحقاً إلى أوعية أصغر تُغذي الجسم، وبعد ذلك يسرد فيساليوس أسماء 600 من الشرايين والأوردة والأعصاب في جسم الإنسان، ولكنَّه لا يذكر الأوعية والأعصاب الصغيرة الموجودة في اليدين والقدمين أو تلك الموجودة ضمن الرئتين والكبد.

### الجزء الخامس: أعضاء التغذية والتكاثر
يقدم فيساليوس في هذا الجزء أوصافاً تفصيليَّة لأعضاء التغذية والأعضاء البولية والتناسلية عند الذكور والإناث، ويُشكِّل هذا الجزء 40% من مجمل الكتاب، ويُبدع في وصف النظام الكلوي والتقنية الصحيحة لتشريحه، في الفصل الأخير من هذا الكتاب وهو أطول فصل في كامل الموسوعة يُقدِّم فيساليوس تعليمات تفصيليَّة خطوةً بخطوة حول كيفية تشريح أعضاء البطن ويتحدَّث بالتفصيل عن: البريتوان، المريء، المعدة، الثرب، المساريقا، الأمعاء، الكبد، المرارة، الطحال، وأخيراً يصف الكلية والمثانة والحالب، وعلى الرغم من أنَّه لم يكن مُلمَّاً بتشريح الرحم الحامل، ولكنَّه يُقدِّم رسوماً توضيحية مفصلة للمشيمة والكيس الحملي والجنين ويصحِّح الكثير من أخطاء جالينوس.

### الجزء السادس: القلب والأعضاء المرتبطة به، الجزء السابع: الدماغ
تصف هذه الأجزاء بنية ووظيفة القلب والرئتين، والدماغ مع الأغشية السحائية المحيطة به، والأعصاب الدماغية وأعضاء الإحساس المتنوعة، بالإضاف لفصلٍ كامل تمَّ تخصيصه لتشريح العين البشرية.
في هذه الأجزاء أيضاً يتحدث فيساليوس عن الروابط بين غشاء الجنب والصدر وبين التامور والحجاب الحاجز وحجرات القلب الأربعة وصمَّاماته، وفي نهاية كلِّ جزء فصلٌ كامل لشرح الطريقة الصحيحة لتشريح كلٍّ من القلب والدماغ على التوالي.

## أخطاء جالينوس
ولد الطبيب الإغريقي الشهير جالينوس عام 129م في مدينة بيرغامون اليونانية التي تطلُّ على بحر إيجة وتوفي عام 216، زاول مهنة الطب في مختلف أنحاء الإمبراطورية الرومانية وعالج العديد من أباطرة روما، يعتبر أبرز الأطباء الإغريق في زمنه وأحد أعظم الأطباء في العالم القديم، ترك جالينوس تأثيراً كبيراً في العديد من فروع الطب أهمها علم التشريح والفيزيولوجيا وعلم الأمراض، بالإضافة لإسهامات عديدة في الفلسفة والمنطق والتاريخ، يعتبر جالينوس إلى جانب أبقراط أهم الأطباء في العهد الروماني اليوناني، ومن أبرز مآثره تأكيده على أهمية الملاحظة التشريحية وإجراء التجارب على الحيوانات والبشر.
بعد سقوط الإمبراطورية الرومانية ضاعت أغلب أعمال جالينوس أو تمَّ نسيانها وتجاهلها في العالم الغربي حتى أواخر القرن الحادي عشر عندما ترجمت من اللغة اليونانية إلى اللغة العربية في العصر الذهبي للحضارة العربية الإسلامية وأعيدت ترجمتها لاحقاً من العربية إلى اللاتينية ولغات أوروبا المختلفة.
اعتمد جالينوس أساساً في فهمه للأمراض على أبقراط ومذهبه القائم على نظرية الأخلاط الأربعة: الدم والبلغم والصفراء والسوداء، واعتبار أنَّ أي مرض أو خلل في جسم الإنسان يحدث بسبب اختلاف نسب أو كمية هذه العناصر الأربعة أو زيادة أحدها على حساب البقية، من وجهة نظر جالينوس فإنَّ عدم توازن هذه العناصر هو الذي يحدِّد طبيعة الشخصية البشرية، فزيادة الدم تُسبِّب الدموية والشر، وزيادة السوداء تسبِّب السوداوية والاكتئاب، وزيادة الصفراء تُسبب سرعة الغضب، وزيادة البلغم تُسبِّب البرودة.
رغم براعة جالينوس وتفوِّقه في أغلب المجالات الطبية ولكنَّ اهتمامه الرئيسي كان علم التشريح، ولكنَّه اصطدم بالقانون الروماني الذي كان يمنع تشريح الجثث البشرية منذ عام 150 ق.م، وهكذا اضطر جالينوس لإجراء تجاربه التشريحيَّة على الحيوانات بدل البشر وخصوصاً الخنازير والقردة وكان يستعمل العديد من التقنيات لتشريح الحيوانات ومنها استخدام منفاخ لزيادة حجم الرئتين عند الحيوانات من أجل دراسة آلية عمل الرئتين، مع أنَّ جالينوس ارتكب العديد من الأخطاء ولكنَّ أعماله بقيت منقطعة النظير حتى القرن السادس عشر الميلادي وتأثَّر به كلُّ الأطباء في الحضارة الرومانية والحضارة العربية الإسلامية وأطباء عصر النهضة، كانت مكانة جالينوس كبيرة جداً في العالم الإسلامي واعتُبر أعظم الأطباء قاطبة وكانت كتبه المرجع الرئيسي للطب في العصور الوسطى، أحصى الطبيب العربي ابن أبي صيبعة ما يقارب 126 كتاباً ورسالة ومقالة لجالينوس، بينما يقول بعض الباحثين المعاصرين أنَّ مؤلفاته قد تجاوزت 500 مؤلف.
اعتبر جالينوس أعظم المُشرحين في العالم القديم، وبقيت أعماله لمئات السنين مُقدسةً ودون أية معارضةٍ أو نقد حتى جاء فيساليوس.
أنكر فيساليوس العديد من الأخطاء الفادحة التي صدرت عن جالينوس والتي يمكن أن يُفنِّدها أبسط تشريح لجسم الإنسان ومن أهمها اعتقاده بأنَّ الأوعية الدموية الكبيرة تنشأ من الكبد وأنَّ الدم يصنع بداخله، وربَّما كان السبب الرئيسي للأخطاء التي ارتكبها جالينوس أنَّه اعتمد على تشريح جثث الحيوانات وليس البشر، رغم كلِّ الأخطاء التي اكتشفها وصحَّحها فيساليوس ولكنَّه تأثر بجالينوس وقلَّده في عدد من الفرضيات ومن أهما أنَّ الدم الذي يوجد في الشرايين هو غير الدم الذي يجري في الأوردة وقد يكون سبب حدوث هذا الخطأ هو عدم اكتشاف الأوعية الشعرية التي تربط بين الشرايين والأوردة حتى وقتٍ متأخر، وبقيت هذه الفكرة الخاطئة شائعة في أوروبا حتى ظهور ويليام هارفي مكتشف الدورة الدموية مع كتابه الشهير «مقالة تشريحية عن عمل القلب»، قد تكون إحدى أهم إنجازات فيساليوس هو توضيحه للدور المركزي للدماغ البشري وتحكُّمه في أعضاء الجسم المختلفة بدل الفكرة الخاطئة السائدة وقتها والتي تعتبر القلب هو المُنظِّم والمُتحكم بوظائف الجسم.

## نشر الكتاب

### طبعة عام 1543
نشر فيساليوس عمله عام 1543 وهو بعمر الثامنة والعشرين، وبذل قصارى جهده لضمان جودة العمل، وأهداه لتشالرز الخامس الإمبراطور الروماني المُقدَّس، احتوت الطبعة الأولى على 250 رسم توضيحي بالغ الدقة والإتقان رسم أغلبها الفنان الإيطالي الشهير تيتسيانو فيتشيليو بدلاً من يوهانس ستيفانوس الذي قدَّم الرسوم التوضيحية في أغلب كتب فيساليوس السابقة، جعلت هذه الرسوم التوضيحية المتقنة من كتاب فيساليوس تحفةً فنيَّة مُتقنة بالإضافة لقيمته العلمية، نُقشت هذه الرسوم على قوالب خشبية ونُقلت إلى بازل بسويسرا حيث كان فيساليوس يتمنى أن يطبع كتابه في إحدى أشهر المطابع في أوروبا في ذلك الوقت.

### طبعة عام 1555
نُشرت الطبعة الثانية للكتاب عام 1555، وقد احتوت على إضافات مهمة عن الطبعة الأولى، يوجد اليوم نسخة نادرة من هذه الطبعة محفوظة في مكتبة توماس فيشر للكتب النادرة في جامعة تورنتو تحتوي على تعليقات وشروح إضافيَّة يُعتقد أنَّ فيساليوس قد كتبها بنفسه ممَّا يدلُّ على أنَّه كان يفكر بإصدار طبعة ثالثة ولكنَّ الوقت لم يسعفه في ذلك.

## استقبال الكتاب
حظي كتاب بنية جسم الإنسان بنجاح كبير وبيعت أغلب النسخ خلال وقتٍ قصير الأمر الذي ساهم في تغطية تكلفة الطباعة والإنتاج الكبيرة نسبيَّاً، وجلب هذا النجاح شهرةً كبيرة لفيساليوس في كلِّ أنحاء أوروبا فتمَّ تعيينه طبيباً خاصاً للإمبراطور كارلوس الخامس، وكان فيساليوس قد أهداه النسخة الأولى من الكتاب مصنوعةً بطريقة فاخرة ومغلَّفة بالحرير وتحتوي على بعض الرسوم التي لا توجد في أي نسخة أخرى، ونشر فيساليوس أيضاً عام 1543 بشكل مزامن لصدور الكتاب الأصلي نسخة مختصرة ومُكثفة وأقل تكلفة كان ثمنها 10 باتزن فقط، وبسبب رخص ثمنها أصبحت هذه النسخة المختصرة أوسع انتشاراً من الكتاب الأصلي واحتوت على ثماني رسوم توضيحية فقط أشهرها رسم الهيكل العظمي التفصيلي.
كان الطبيب البريطاني ويليام هارفي (1578-1657) مكتشف الدورة الدموية وعمل القلب أحد أبرز المتأثرين بكتاب بنية جسم الإنسان لأندرياس فيساليوس، وقد ساعدته الصور التشريحية الدقيقة والمعلومات الواردة فيه على إنجاز اكتشافه الهام لاحقاً، لأنَّ فهم تشريح القلب ووظيفته كان معتمداً فيما سبق على أعمال جالينوس وأطباء الإغريق والرومان مع ما فيها من أخطاء كبيرة، أمَّا هارفي وفيساليوس فقد قاما بتشريح القلب وصماماته وأوعيته بنفسيهما وصولاً للحقيقة التي نشرها هارفي عام 1628 في كتابه الشهير «مقالة تشريحية عن عمل القلب» والذي أوضح فيه أنَّ القلب يعمل كمضخَّة للدم والأوعية تعمل كأنابيب ضمن نظام دوران مغلق ونفى حركة المد والجزر التي كان التصوُّر القديم يقوم عليها.

## النسخ المتبقية من الكتاب
يوجد اليوم أكثر من 700 نسخة متبقية من كتاب بنية جسم الإنسان من طبعات عام 1543 و1555، 29 نسخة منها في لندن، و 20 في باريس، و 14 في بوسطن، و 13 في نيويورك، و 12 في كامبريدج، و 11 نسخة في كلٍّ من أكسفورد وروما، وتمتلك مكتبة جون هاي في جامعة براون نسخة مكتوبة على الجلد البشري المدبوغ.

## معرض صور

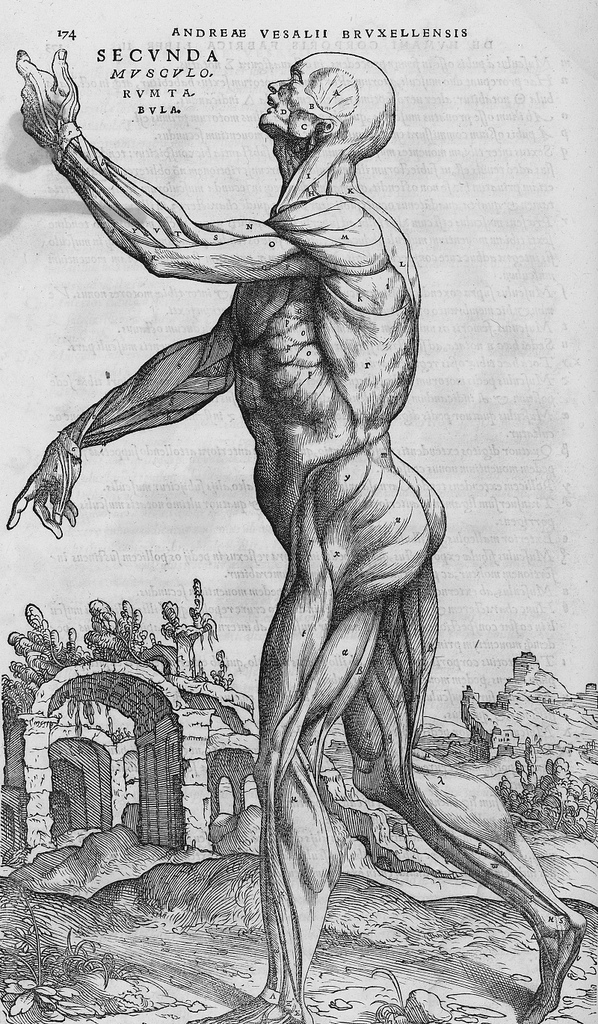
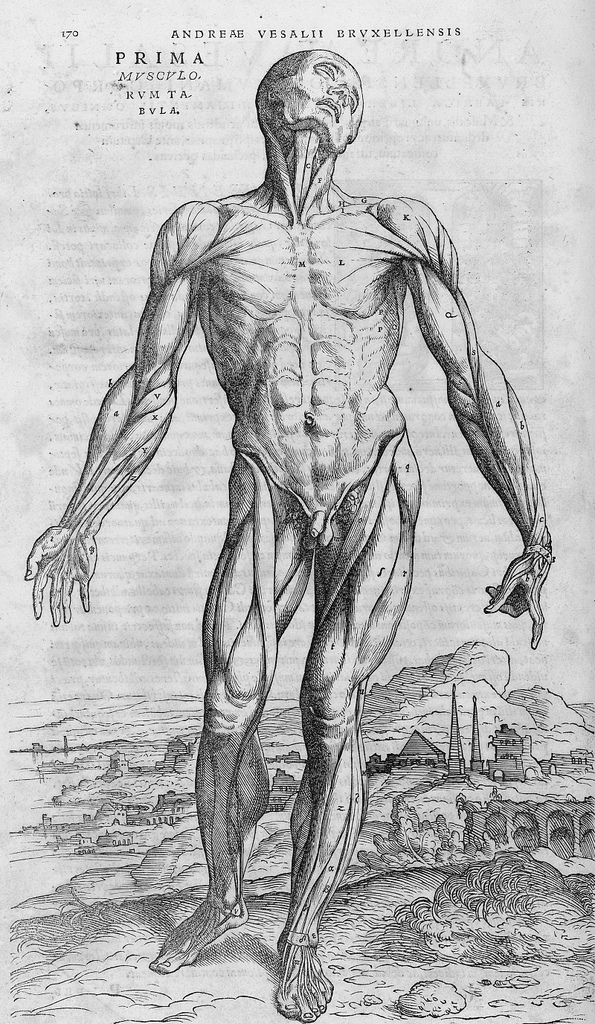
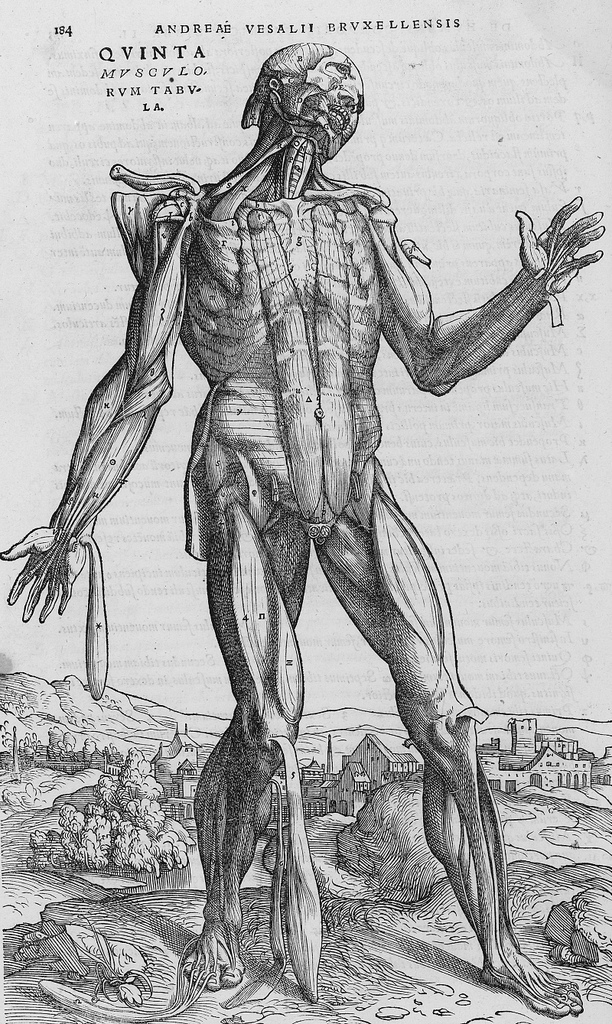
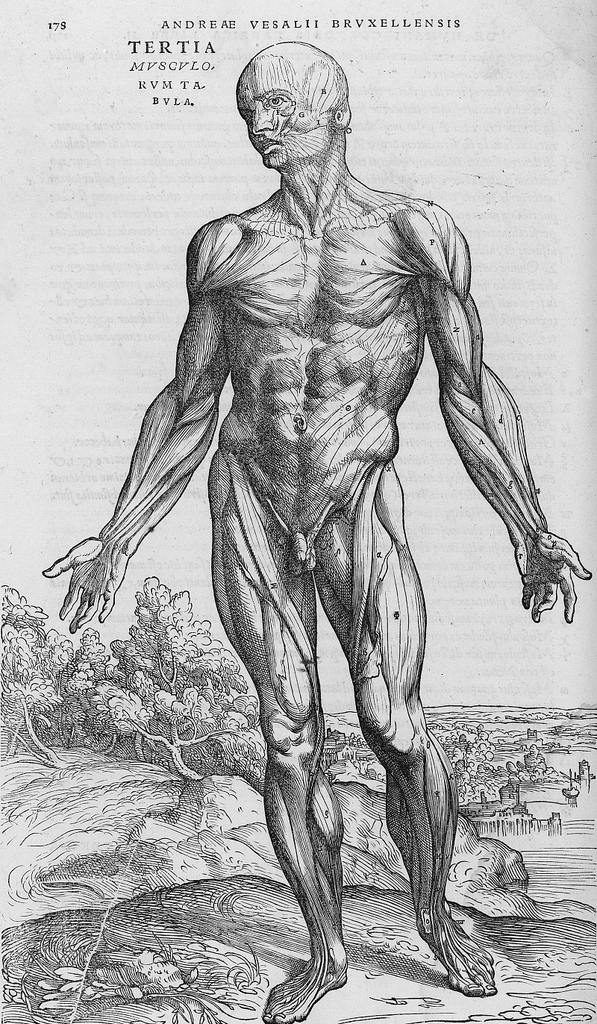
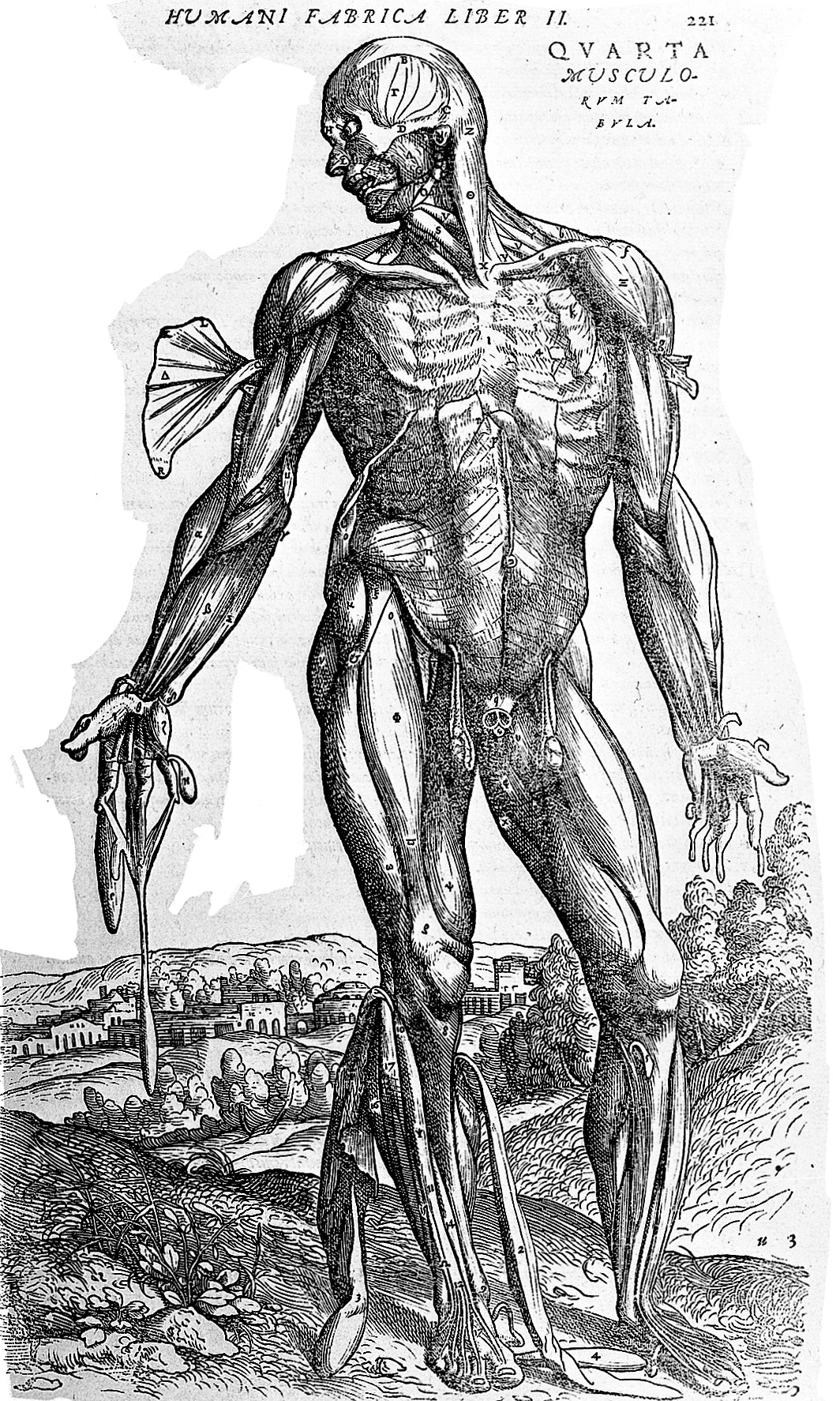